# Delta III
Delta III je bila ameriška nosilna raketa za enkratno uporabo. Izdelovalo jo je podjetje Boeing. Prva izstrelitev Delta III je bila 26. avgusta 1998. Od samo treh izstrelitev, so bile prvi dve neuspešni, tretja s testnim (nepomembnim) tovorom pa je bila delno uspešna. Kapaciteta tovora v geostacionarno transferno orbito je bila 3800 kilogramov, dvakrat več kot manjša Delta II.
V 1990ih so se stalno povečevale mase satelitov. Postalo je jasno, da Delta II ne bo zmožna izstreliti večjih tovorov. Delta II je bila kompleksna raketa zasnovana za fleksibilnost, ne pa za cenovno ugodne izstrelitve. Boeing je hotel obdržati tržni delež zato je razvil novo raketo.
Prva izstrelitev - Delta Flight 259 je bila iz Capa Canaverala na Floridi. Končala se je neuspešno zaradi napake software-a. Satelit Galaxy X je strmoglavil v Atlantski ocean.

## Karakteristike
- Uporaba: Nosilna raketa za enkratno uporabo
- Izdelovalec: Boeing
- Država: ZDA
- Višina: 35 m (114 ft)
- Premer: 4 m (13,1 ft)
- Masa: 301 450 kg (664 580 lb)
- Stopnje: 2
- Kapaciteta: v NZO 8290 kg; v GTO 3810 kg
- Družina raket: Delta
- Status: upokojena
- Izstrelišča: SLC-17, Cape Canaveral
- Skupno izstrelitev:  3 (2 neuspešni, 1 delno uspešna)

Dodatni potisniki "Boosterji" (Sopnja 0)
- Število: 9
- Motorji: 1X GEM 46
- Potisk:	628,3 kN (141 250 lbf)
- Specifični impulz: 273 sekund (2,68 kN·s/kg) (nivo morja)
- Čas delovanja: 75 sekund
- Gorivo: trdno

Prva stopnja:
- Motorji: 1X Rocketdyne RS-27A
- Potisk: 1085,79 kN (244 094 lbf)
- Specifični impulz: 254 s (2n49 kN·s/kg) (nivo morja)
- Čas delovanja: 320 sekund
- Gorivo: (LOX/RP-1) tekoči kisik in kerozin

Druga stopnja:
- Motorji: 1X Pratt & Whitney RL10B
- Potisk: 110,03 kN (24 736 lbf)
- Specifični impulz: 462 sekund (4,53 kN·s/kg)
- Čas delovanja: 700 sekund
- Gorivo: (LOX/LH2) tekoči kisik in tekoči vodik